# Gromadzka Góra
Gromadzka Góra – wzniesienie o wysokości 170 m n.p.m. na Wysoczyźnie Choczewskiej, położone w woj. pomorskim, w pow. wejherowskim, w gm. Łęczyce.
Gromadzka Góra według map polskich sprzed II wojny światowej nie posiadała nazwy. Źródła niemieckie, szczególnie mapy przejęte przez Aliantów i opublikowane po 1950 roku podają jako nazwę Gramadowilat-B i wysokość 170 m n.p.m.. Obecnie wzniesienie to nosi nazwę Gromadzka Góra i znajduje się na południowym krańcu wysoczyzny, na styku z mezoregionem fizycznogeograficznym Pradoliną Redy-Łeby ok. 4 km na północny wschód od miejscowości Chmieleniec i ok. 1 km na południowy zachód od Góry Wysokiej.